# Albanega (indumentaria)
Albanega o alvanega, escofia o escofieta es una toca de origen e influencia andalusí, usada en España por las mujeres para cubrirse la cabeza y los hombros o recogerse el pelo (por ser una toca que queda ajustada a la cabeza). Hecho de lienzo fino, algunos especialistas en indumentaria lo suelen considerar un pañuelo de cabeza.

## Historia
Definida por Diego de Guadix (1593), Nebrija y Covarrubias, el Diccionario del la Lengua Castellana de la Real Academia en su edición de 1770 dice que albanega "es voz arábiga de la palabra baneca, que significa apretar o poner a la redonda, añadido el artículo al"; y comenta que "es muy usada en Toledo".

## Albanegas del Siglo de Oro Español
Miguel de Cervantes la menciona en capítulo XVI del libro primero del Quijote:

La qual... cogidos los cabellos en una albanega de fustán, con tácitos y atentados pasos entró en el aposento.
 Miguel de Cervantes

Góngora, en un romance de 1580, titulado Hermana Marica y musicado por Paco Ibáñez en 1967, cita la albanega diferenciándola de la cofia, en una descripción digna de un sastre:

...Pondráste el corpiño
y la saya buena,
cabezón labrado,
toca y albanega;
y a mí me pondrán
mi camisa nueva,
sayo de palmilla,
media de estameña...
 Luis de Góngora